# 箱根旧街道

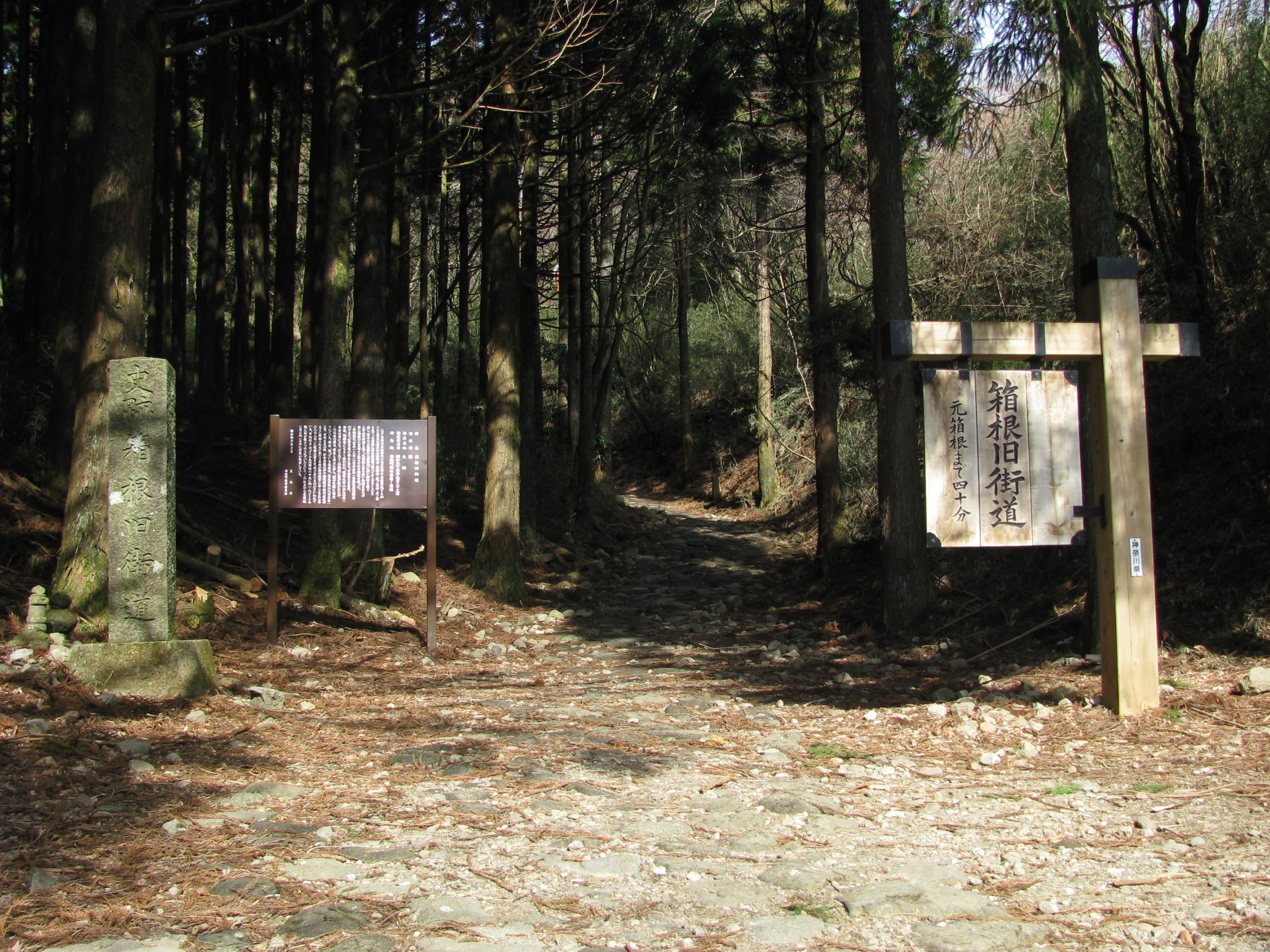
箱根旧街道（2011年3月20日）

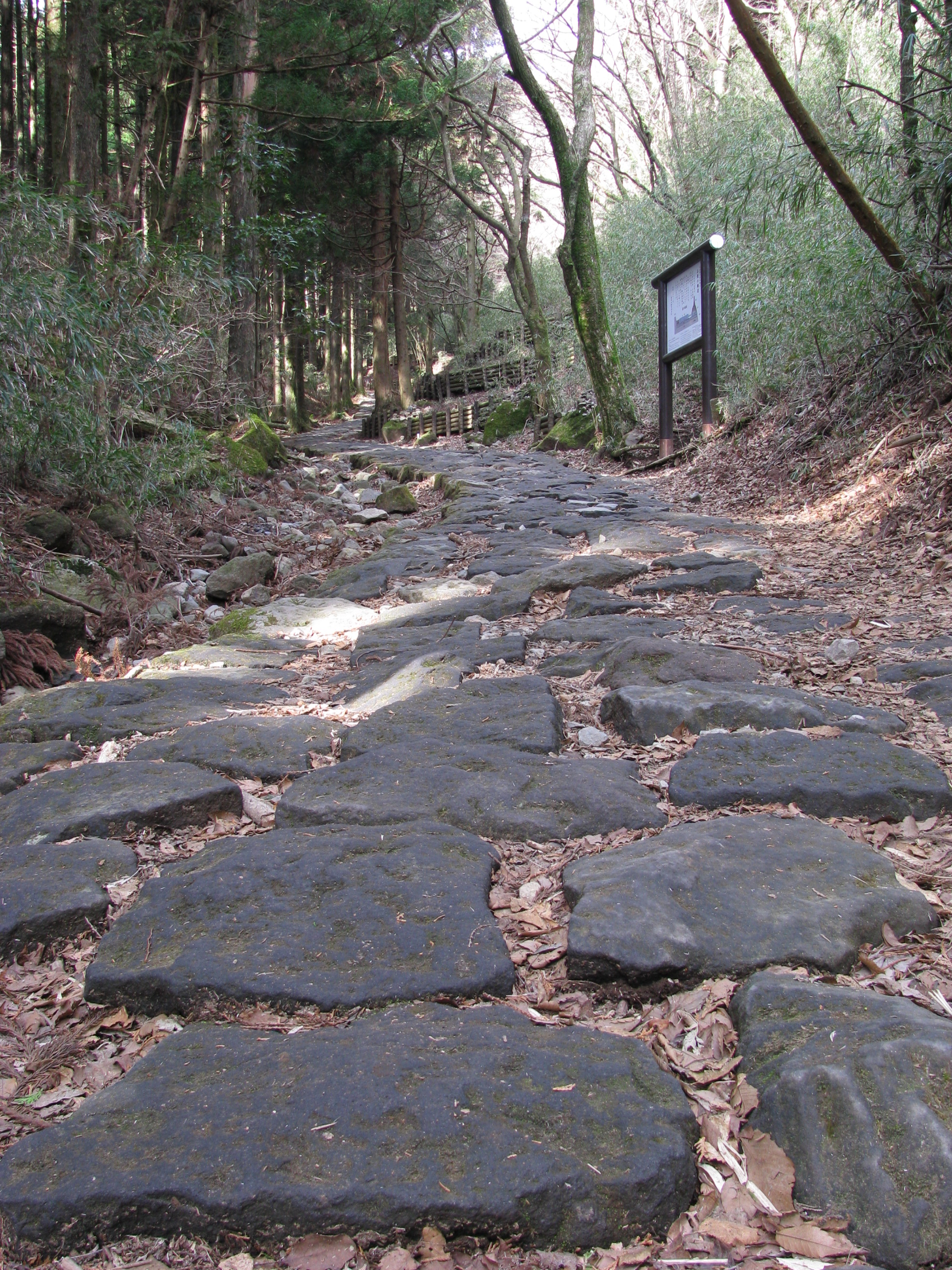
箱根旧街道の石畳（2011年3月20日）

箱根旧街道（はこねきゅうかいどう）は、神奈川県足柄下郡箱根町、静岡県三島市および田方郡函南町にある旧東海道の一部であり、国指定の史跡である。

## 概要
箱根八里の石畳や一里塚を指定している。

## 沿革
- 1922年（大正11年）3月8日 - 後に本史跡に統合する錦田一里塚を、史跡に指定[1]。
1604年（慶長9年）の指令に基づき、日本橋から28里地点に築いた一里塚。静岡県田方郡錦田村（現在の三島市）に所在。
- 1960年（昭和35年）9月22日 - 箱根旧街道を史跡に指定[2]。
石畳と並木を伴う街道部分を指定する。神奈川県足柄下郡箱根町に所在。
- 2004年（平成16年）10月18日 - 指定地域を追加の上、史跡錦田一里塚を統合する[3]。
錦田一里塚のほか、旧東海道の、箱根町大字畑宿の石畳部分と一里塚2基（日本橋から23里）、函南町の接待茶屋付近の石畳部分と一里塚（日本橋から26里）、三島市の4か所にわたる街道部分や一里塚などを追加指定する。
- 2009年（平成21年）7月23日 - 箱根町箱根の一部を追加指定する[4]。